# 謝琳·喬普拉
謝琳·喬普拉（1984年2月11日—）是一名印度女模特兒、演員和歌手，以在寶萊塢的工作而聞名。2012年7月，喬普拉成為《花花公子》雜誌上首位裸體的印度女性；照片於兩年後發布。之後，她被選為節目《MTV Splitsvilla》第六季主持人。喬普拉於2009年參加了真人秀《名人老大哥》第三季。
2013年12月，她發行了自己的音樂單曲〈Bad Girl〉。

## 生平
謝琳·喬普拉出生於安得拉邦海得拉巴，由基督徒父親和穆斯林母親扶養；父親是一名醫生。她在塞康德拉巴德的史丹利女子高中和聖安女子學院（Saint Ann's College for Women）就讀。1999年，她被加冕為「安得拉小姐」。
喬普拉的早期表演生涯包括在幾部寶萊塢電影中擔任要角，如《紅卍》（2007年）和她首部泰卢固电影《一部阿拉文電影》（2005年）。2009年，她參加了真人秀《名人老大哥》第三季成為參賽選手；在比賽的第27天中淘汰。從2013年起，她在英語印度色情電影《印度性愛慾》擔任主角，並出現在第66屆坎城影展上放映的預告片中。但之後她與盧佩許·保羅發生糾紛，主因是喬普拉私自未經許可將影片拍攝的視頻片段上傳到她的YouTube頻道，之後又指控導演虐待自己；最後雙方都放棄了訴訟，公開聲明他們已決定繼續擺脫誤解。2016年6月，她對媒體說，她不再從事該項目。

## 外部連結
- 官方网站
- 謝琳·喬普拉在互联网电影资料库（IMDb）上的資料（英文）
- Playboy edition